# Nathalie Hoare
Nathalie Hoare (* 11. April 1988) ist eine ehemalige deutsche Fußballspielerin. 

## Karriere
Hoare gehörte in der Saison 2004/05 dem Kader des FC Bayern München an und bestritt zwei Bundesligaspiele. Ihr Debüt gab sie am 5. Mai 2005(14. Spieltag) beim 5:1-Sieg im Auswärtsspiel gegen den SC Freiburg mit Einwechslung für Bianca Eder in der 88. Minute. In der Folgesaison kam sie viermal als Einwechselspielerin zum Einsatz. 